# Фогль, Иоганн Михаэль
Иоган Михаэль Фогаль (нем. Johann Michael Vogl; 10 августа 1768[…], Штайр, Верхняя Австрия — 19 ноября 1840[…], Вена) — австрийский певец-баритон.
Учился в гимназии в Кремсмюнстерском аббатстве, где изучал языки, философию и пение. В 1786 году Фогаль уехал в Вену, чтобы продолжить обучение. В 1795 году он дебютировал в Венской государственной опере.
Фогаль сыграл большую роль в жизни Франца Шуберта, помог ему утвердиться на сцене как композитору. Благодаря ему жители Вены узнали и полюбили музыку Шуберта. Песни Шуберта в исполнении Фогля стали пользоваться большой популярностью в венских салонах. Вместе с Шубертом он путешествовал по городам Европы. Фогаль был очень открытым и свободным человеком. Много выступал, исполняя романсы. Его аккомпаниатором был Шуберт.

## Киновоплощения
- 1953 — «Франц Шуберт» — Фриц Хинтц-Фабрициус
- 1968 — «Неоконченная симфония» — Леонид Недович